# Mónica Liyau

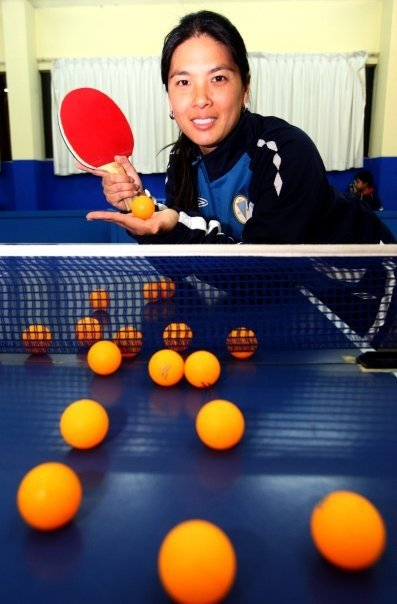
Mónica Liyau im Jahr 2016

Mónica Liyau (* 18. August 1967 in Lima) ist eine peruanische Tischtennisspielerin. Sie nahm an vier Weltmeisterschaften und an den Olympischen Spielen 1988 teil.

## Werdegang
Mónica Liyau begann im Alter von sieben Jahren mit dem Tischtennissport. Trainer aus China, Japan und Europa förderten ihre sportliche Entwicklung.
Von 1979 bis 1991 nahm sie an vier Weltmeisterschaften teil, kam dabei aber nie in die Nähe von Medaillenrängen. 1980 gewann sie die Lateinamerikanischen Meisterschaften im Doppel mit Patricia Moreno, mit der Mannschaft wurde sie Zweiter. 1989 erreichte sie sowohl im Einzel als auch mit der Mannschaft das Endspiel. Bronze im Einzel erzielte sie bei den Panamerikanischen Spielen 1987.
Bei den Olympischen Spielen 1988 in Seoul trat Mónica Liyau im Einzelwettbewerb an. Dabei blieb sie ohne Sieg, musste aber fünf Niederlagen hinnehmen. Damit verpasste sie den Einzug in die Hauptrunde und landete auf dem geteilten letzten Platz 41.
2015 erkrankte Mónica Liyau an Krebs, von dem sie nach einer Operation geheilt war. Daraufhin engagierte sie sich sozial, insbesondere förderte sie öffentliche Schulen, indem sie dort Tischtennis einführte.

## Spielergebnisse bei den Olympischen Spielen
- Olympische Spiele 1988 Einzel in Vorgruppe E[2]
  - Siege: -
  - Niederlagen: Hyun Jung-hwa (Südkorea), Katja Nolten (Bundesrepublik Deutschland), Mika Hoshino (Japan), Kuburat Owolabi (Nigeria), Jasna Fazlić (Jugoslawien)

## Turnierergebnisse
| Verband | Veranstaltung               | Jahr | Ort            | Einzel         | Doppel    | Mixed    | Team |
| ------- | --------------------------- | ---- | -------------- | -------------- | --------- | -------- | ---- |
| PER     | Latin American Championship | 1980 | Rio de Janeiro |                | Winner    |          | 2    |
| PER     | Latin American Championship | 1989 | Las Tunas      | Runn-up        |           |          | 2    |
| PER     | Olympic Games               | 1988 | Seoul          | Lost 1st stage | dnp       |          |      |
| PER     | PAN-American Games          | 1987 | Indianapolis   | Halbfinale     |           |          |      |
| PER     | World Championship          | 1979 | Pyongyang      | Qual           | dnp       | Qual     | 42   |
| PER     | World Championship          | 1987 | New Delhi      | Rd of 128      | Qual      | Qual     | 41   |
| PER     | World Championship          | 1989 | Dortmund       | Rd of 128      | Qual      | Rd of 64 | 40   |
| PER     | World Championship          | 1991 | Chiba City     | Scratched      | Scratched | Qual     | 41   |